# Jelenia Góra
Jelenia Góra é um município da Polônia, na voivodia da Baixa Silésia. Estende-se por uma área de 109,22 km², com 80 325 habitantes, segundo os censos de 2017, com uma densidade 735,4 hab/km².